# Prosper Poullet

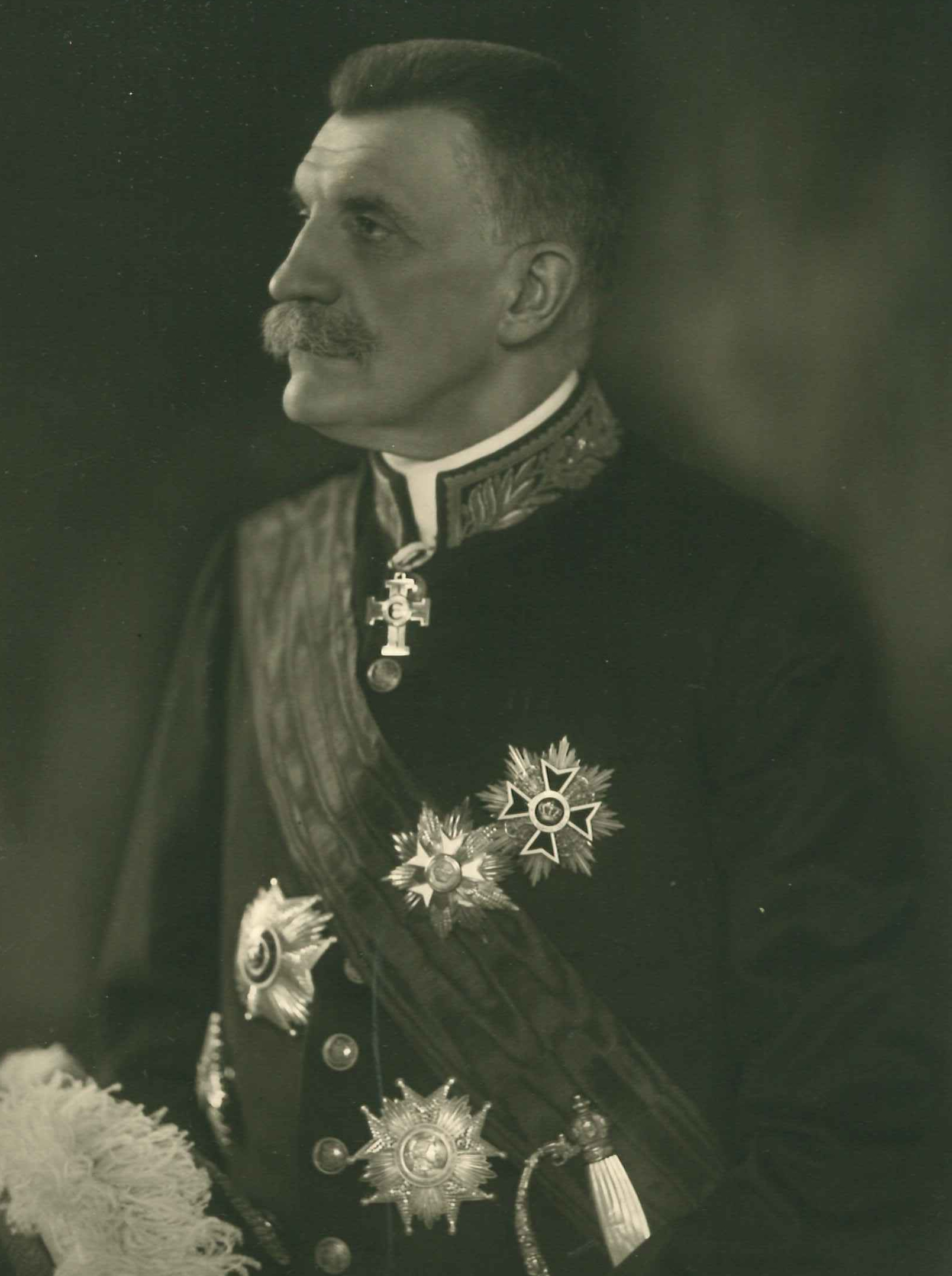
Prosper Poullet

Prosper Antoine Marie Joseph Graf Poullet (* 9. Dezember 1868 in Löwen; † 23. Dezember 1937 ebenda) war ein belgischer katholischer Politiker und Premierminister.

## Lebensdaten und berufliche Tätigkeiten
Nach dem Studium der Rechtswissenschaften und der Philosophie an der Katholischen Universität Löwen schlug Graf Poullet nach der Promotion zum Doctor iuris (1890) eine akademische Laufbahn als Professor der Rechtswissenschaften an der Katholischen Universität von Löwen ein. Darüber hinaus war er Doktor der Philosophie und Literatur. Von 1927 bis 1930 war er Vorsitzender der  Flämischen Juristenvereinigung.
Ferner wurde er 1892 Mitglied der katholischen Studentenverbindung KDStV Bavaria Bonn im CV. Zurück in Belgien wurde er Mitglied der KAV Lovania Löwen, eine dem CV befreundete Verbindung.

## Politische Laufbahn
Seine politische Laufbahn begann er 1908 als Mitglied der Abgeordnetenkammer. Dort vertrat er bis 1937 die Interessen der Katholieke Partij. Zwischen 1911 und 1918 war er Minister für Kunst und Wissenschaften im Kabinett von Charles de Broqueville.
Von 1918 bis 1919 war er Präsident der Abgeordnetenkammer sowie anschließend bis 1920 Minister für Eisenbahnen, Post und Telegraphie im Kabinett von Léon Delacroix.
Im Kabinett von Georges Theunis war er 1924 bis 1925 zeitweise Innenminister. Im Übergangskabinett von Aloys van de Vijvere war er von Mai bis Juni 1925 Wirtschaftsminister.
Am 17. Juni 1925 wurde er als Nachfolger von van de Vijvere selbst Premierminister. In seiner bis zum 20. Mai 1926 amtierenden Regierung übernahm er zudem das Justizministerium sowie zeitweise 1926 das Ministerium für Landesverteidigung. Während seiner Regierungszeit musste sich Poullet mit der damaligen Ruhrbesetzung auseinandersetzen. Nach einer Finanzkrise musste seine Regierung zurücktreten. Am 20. Mai 1926 wurde ihm der königliche Ehrentitel eines „Staatsministers“ verliehen.
Am 22. Oktober 1932 berief ihn Premierminister de Broqueville zum Innenminister in seinem bis zum 20. November 1934 amtierenden Kabinett.
Graf Poullet wurde während seiner politischen Laufbahn mit zahlreichen in- und ausländischen Orden geehrt.

## Veröffentlichungen
- Poullet, Prosper: Les institutions françaises de 1789 à 1815, Bruxelles, 1907.